# Râul Pinios, Peloponez
Pinios este un râu în Peloponez, Grecia. Se varsă în Marea Ionică la SV de Gastouni.